# Santa Cruz (Castañeda)

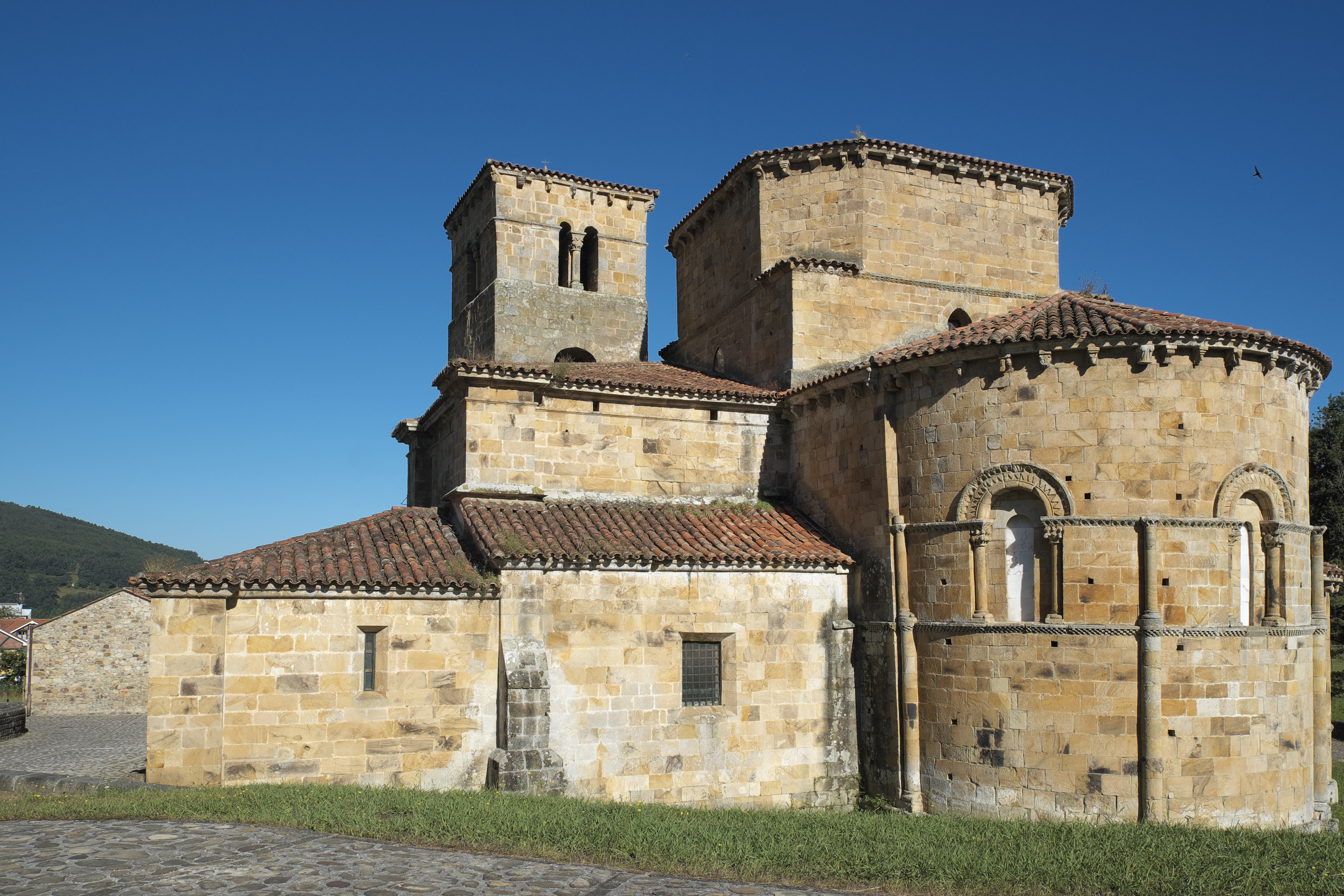
Kirche Santa Cruz, Ansicht von Osten

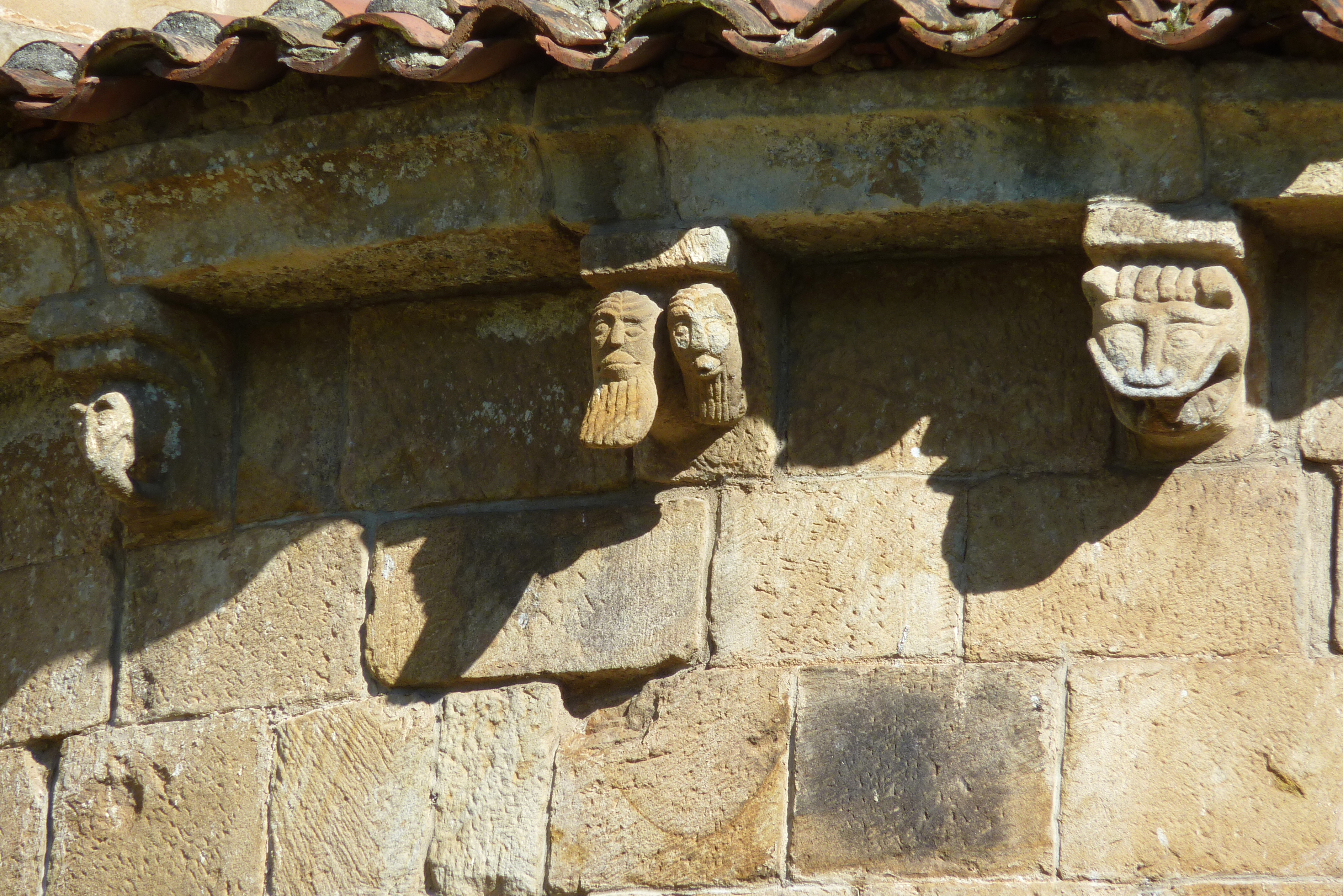
Kragsteine

Die ehemalige Kollegiatkirche und heutige Pfarrkirche Santa Cruz in Socobio, einem Ort in der Gemeinde Castañeda in der spanischen Autonomen Region Kantabrien, wurde im letzten Drittel des 12. Jahrhunderts errichtet. Sie gehörte ehemals zu einem Kloster, dessen Gründung in das 10. Jahrhundert datiert wird. Im Mittelalter lag der Ort an der Kreuzung wichtiger Straßen und an den Pilgerwegen nach Oviedo und Santiago de Compostela. Seit 1851 dient die dem Heiligen Kreuz geweihte Kirche als Pfarrkirche. 1930 wurde sie zum Baudenkmal (Bien de Interés Cultural) erklärt.

## Geschichte
Zur Geschichte des Klosters sind wenige Dokumente erhalten, da zu Beginn des 16. Jahrhunderts ein Brand das Archiv des Klosters zerstörte. Aus einer Urkunde der ehemaligen Klosterkirche Santa María del Puerto in Santoña geht hervor, dass das Kloster von Castañeda im späten 11. Jahrhundert ein Erbe in dem Ort Anero bei Ribamontán al Monte gegen die Ermita Santiago in Camargo tauschte, die Reliquien des Apostels Jakobus besaß. Die Urkunde belegt nicht nur die Verehrung des Apostels in der Region zu dieser Zeit, sie wird vor allem als Hinweis gewertet, dass Santa Cruz bereits damals eine unabhängige Abtei mit eigenem Grundbesitz war. Im Kopialbuch der Abtei von Santillana del Mar ist für das Jahr 1103 ein Abt Iohannis de Sancta Crux de Chastanieta erwähnt.
Das Kloster wurde vermutlich spätestens im 10. Jahrhundert gegründet, womöglich von Mönchen, die eine Reliquie des Kreuzes Christi mitbrachten und dem Kloster seinen Namen gaben. Im 12. Jahrhundert erlebte das Kloster seine Blütezeit. Ende des 12. Jahrhunderts wurde das ursprüngliche Benediktinerkloster zu einem Augustiner-Chorherrenstift umgewandelt. In dieser Zeit wurde die heutige Kirche errichtet, jedoch ohne Kreuzgang und andere Konventsgebäude. Im 16. Jahrhundert wurde Santa Cruz dem Chorherrenstift San Miguel in Aguilar de Campoo unterstellt.

## Architektur

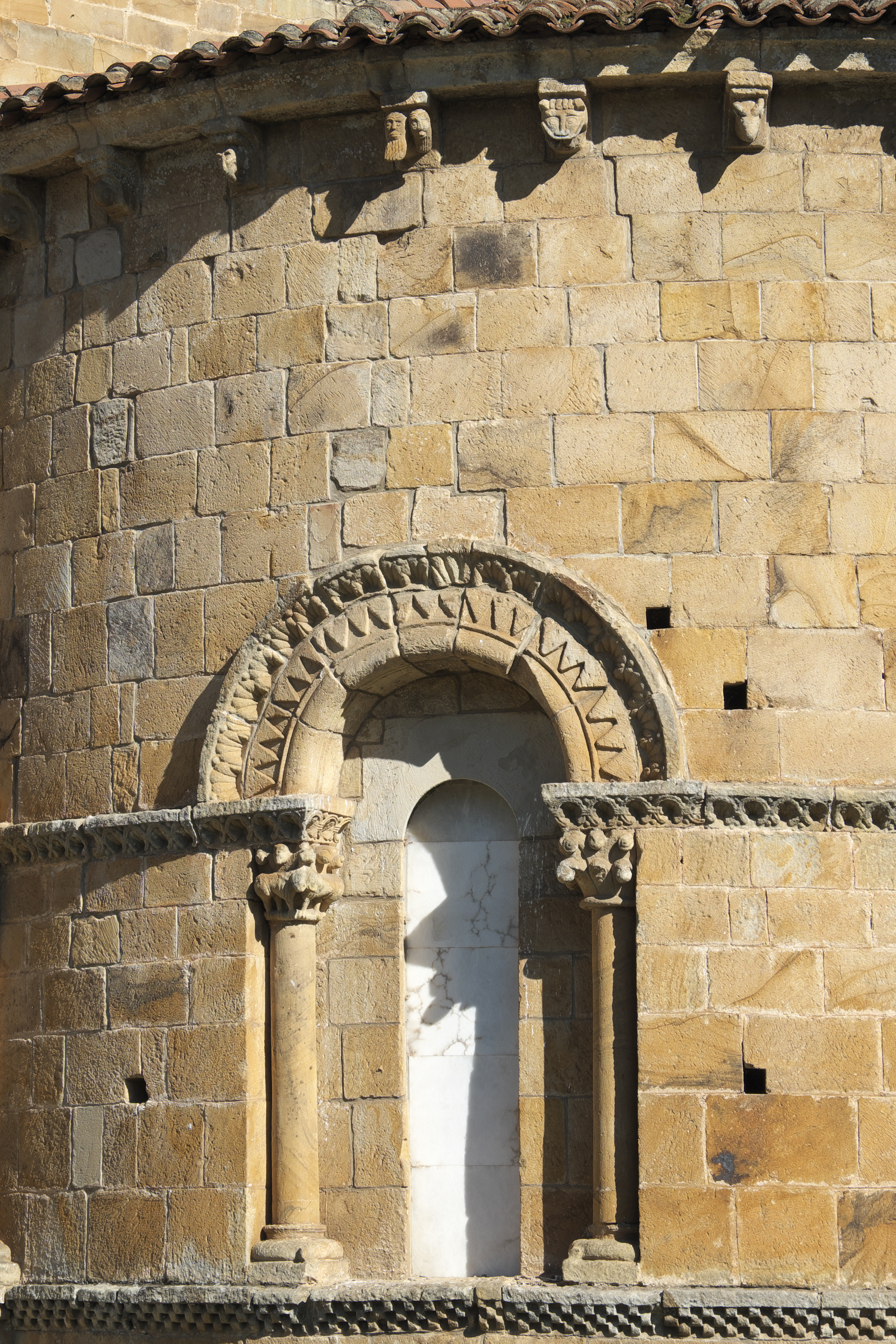
Apsisfenster und Kragsteine

### Außenbau

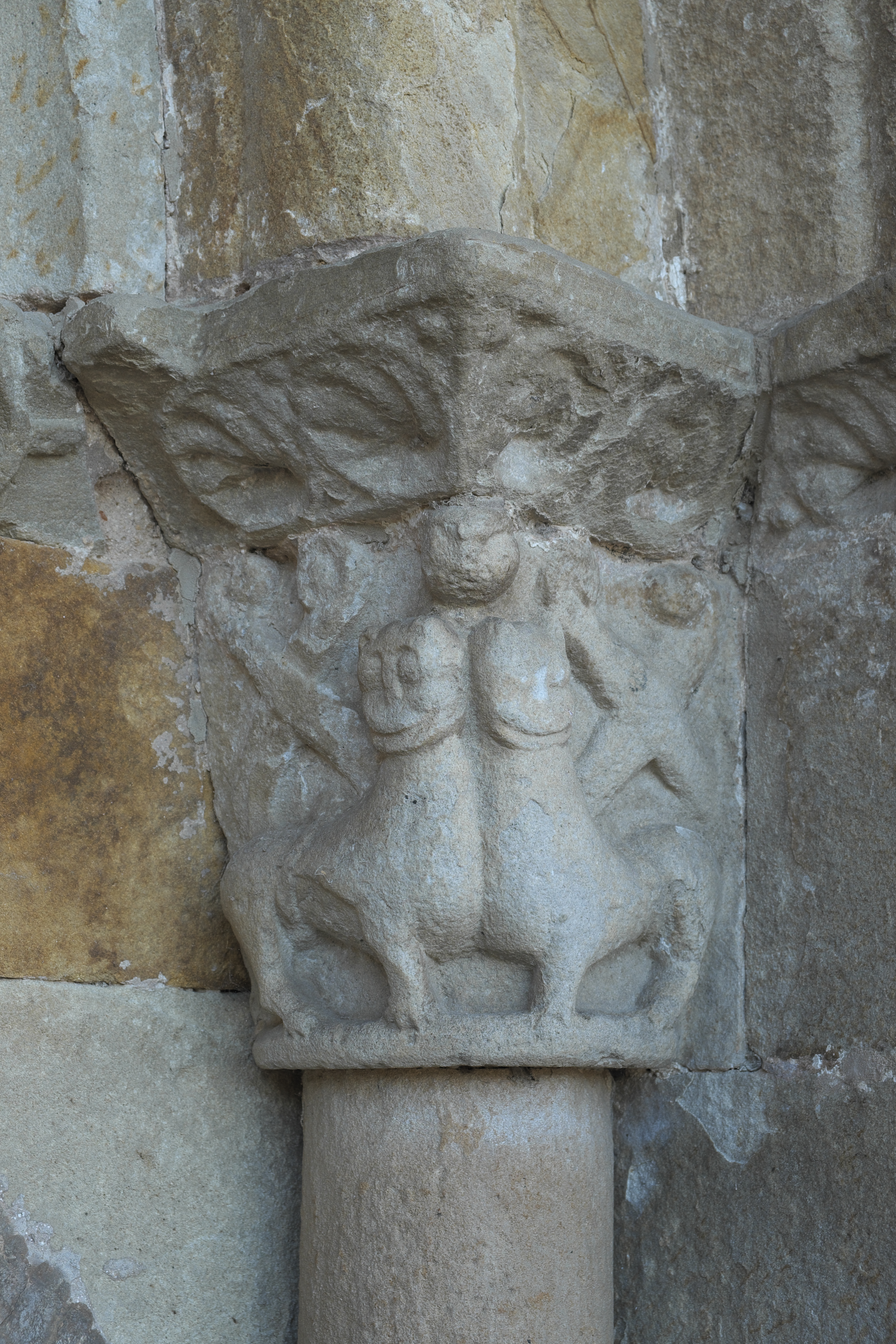
Kapitell des Hauptportals

Die Kirche ist aus großen, regelmäßig behauenen Quadersteinen errichtet. Vom ursprünglichen dreiteiligen Chorhaupt ist nur noch die Hauptapsis und die nördliche Seitenapsis erhalten. Die Hauptapsis wird von drei Rundbogenfenstern durchbrochen, die von je zwei Säulen mit figürlichen Kapitellen gerahmt und von Archivolten mit Zigzagfries überfangen werden. Über der Vierung erhebt sich ein massiger, zweistöckiger Aufbau, der unten ein Quadrat und oben ein Achteck bildet. Im Westen des südlichen Querhauses schließt sich der quadratische Glockenturm an, der in seinem oberen Geschoss auf allen vier Seiten von gekuppelten Klangarkaden durchbrochen ist. Unter dem Dachansatz des Turmes, der beiden Apsiden und dem oktogonalen Aufbau über der Vierung verläuft ein Gesims, das von zahlreichen, phantasievoll skulptierten Kragsteinen getragen wird.

### Portal
An der Westfassade öffnet sich das von schlichten Archivolten umgebene Hauptportal. Die stark verwitterten Kapitelle der Säulen sind mit Löwen, Schlangen und geometrischen Motiven verziert. Ein weiterer Eingang, ein spitzbogiges Doppelportal im Westen des nördlichen Seitenschiffes, ist teilweise zugemauert und wird von einer offenen Vorhalle aus dem 16. Jahrhundert verdeckt.

### Innenraum

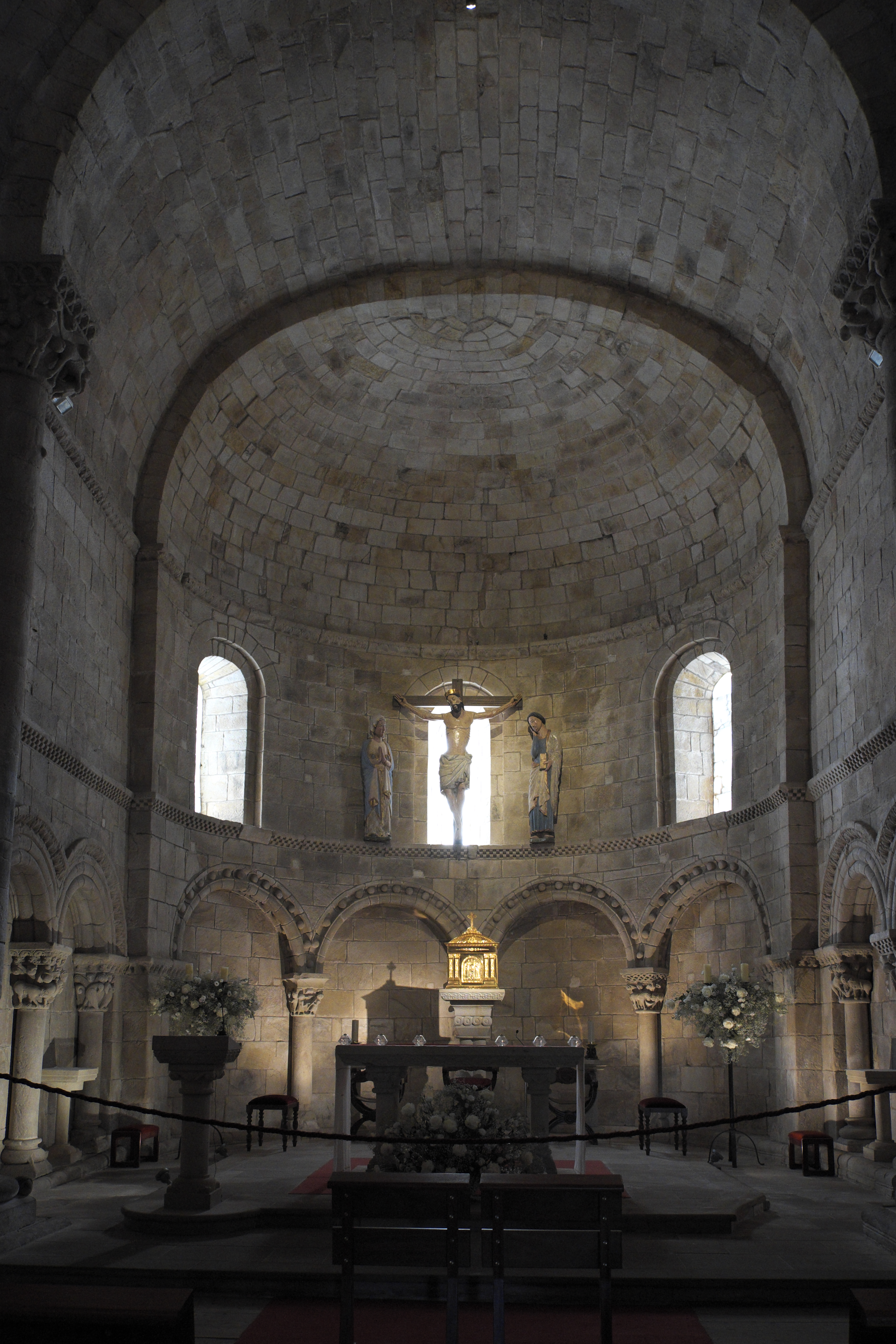
Chor

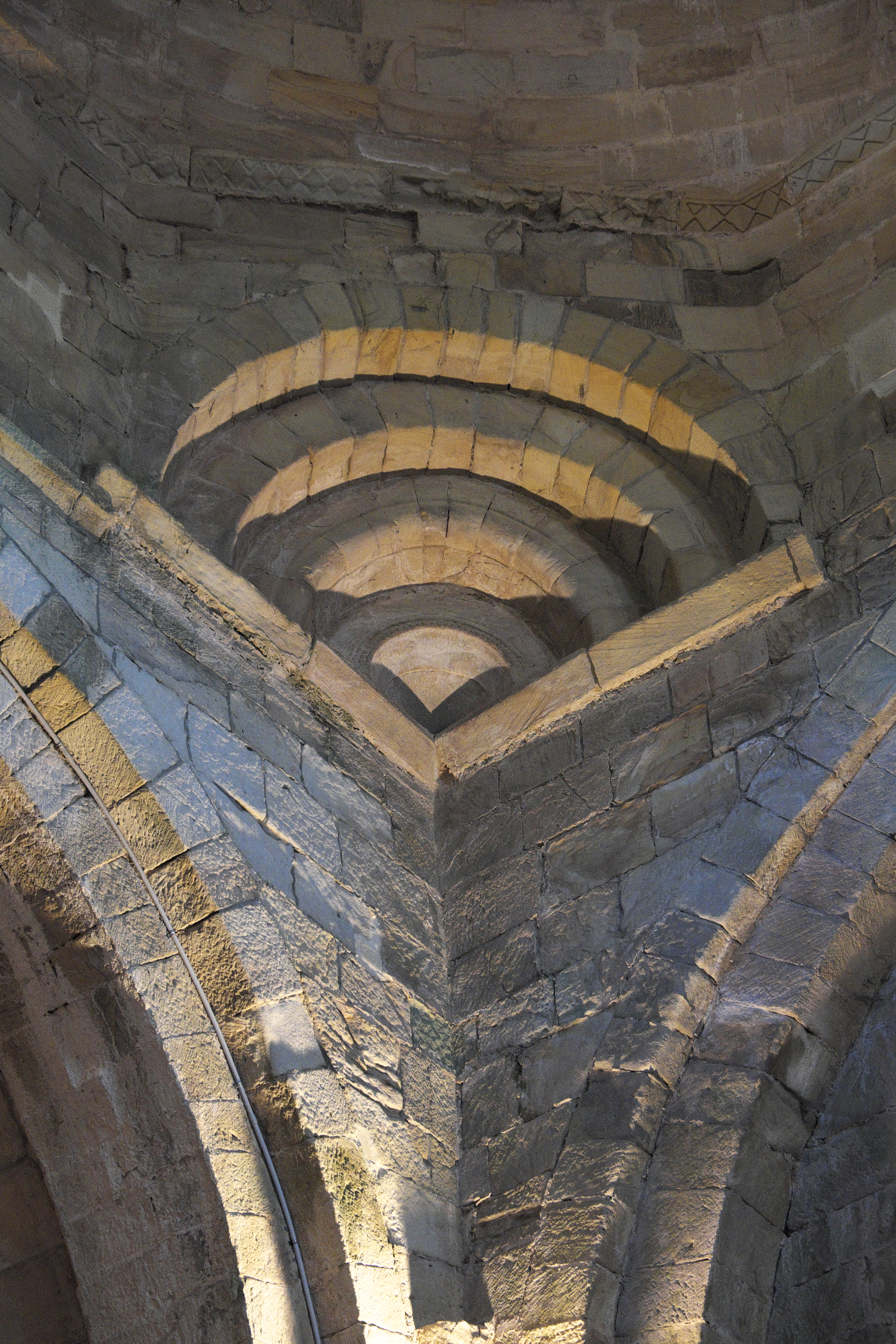
Trompe der Vierungskuppel

Die ursprünglich über dem Grundriss eines lateinischen Kreuzes errichtete einschiffige Kirche mit Querhaus und dreiteiliger Apsis wurde im Laufe der Zeit stark verändert. Im Norden wurde im 13. Jahrhundert an die Kirche ein weiteres dreijochiges Schiff mit eigenem Portal angebaut, in dem Wohltäter des Stiftes bestattet werden sollten. Dieses Seitenschiff wurde im 17. Jahrhundert durch ein Querschiff ergänzt. Das Tonnengewölbe des Hauptschiffes wurde Ende des 16. oder zu Beginn des 17. Jahrhunderts, wahrscheinlich nach dem Brand, der auch das Archiv zerstörte, erneuert. Anstelle der südlichen Seitenapsis wurde im 18. Jahrhundert die Sakristei und eine Kapelle mit einer Kuppel gebaut. Die Zwickel der Kuppel sind mit den polychromen Steinskulpturen der vier Evangelisten besetzt. Die Kapelle ließ ein indiano errichten, ein aus Kantabrien nach Peru ausgewanderter Spanier.
Vom romanischen Bau sind noch der Chor und die Vierung erhalten. Die Vierung wird von einer Kuppel überspannt, die auf Trompen mit vier übereinanderliegenden Bögen aufliegt. Beleuchtet wird die Kuppel durch kleine Fenster, die teilweise in Hufeisenform gestaltet sind, was als mozarabischer Einfluss gewertet wird. Die in regelmäßigen, konzentrischen Kreisen angeordneten Steinreihen des Gewölbes zeugen von der Fertigkeit der mittelalterlichen Baumeister.
In der Apsis verläuft auf der Höhe des Fensteransatzes ein Schachbrettfries, die Wandfläche darunter wird von Blendarkaden eingenommen. Die Kapitelle weisen Tierdarstellungen auf wie Vögel und Löwen, die sich gegenüberstehen, oder Szenen des täglichen Lebens wie Ritter im Zweikampf und Paare, die sich umarmen.

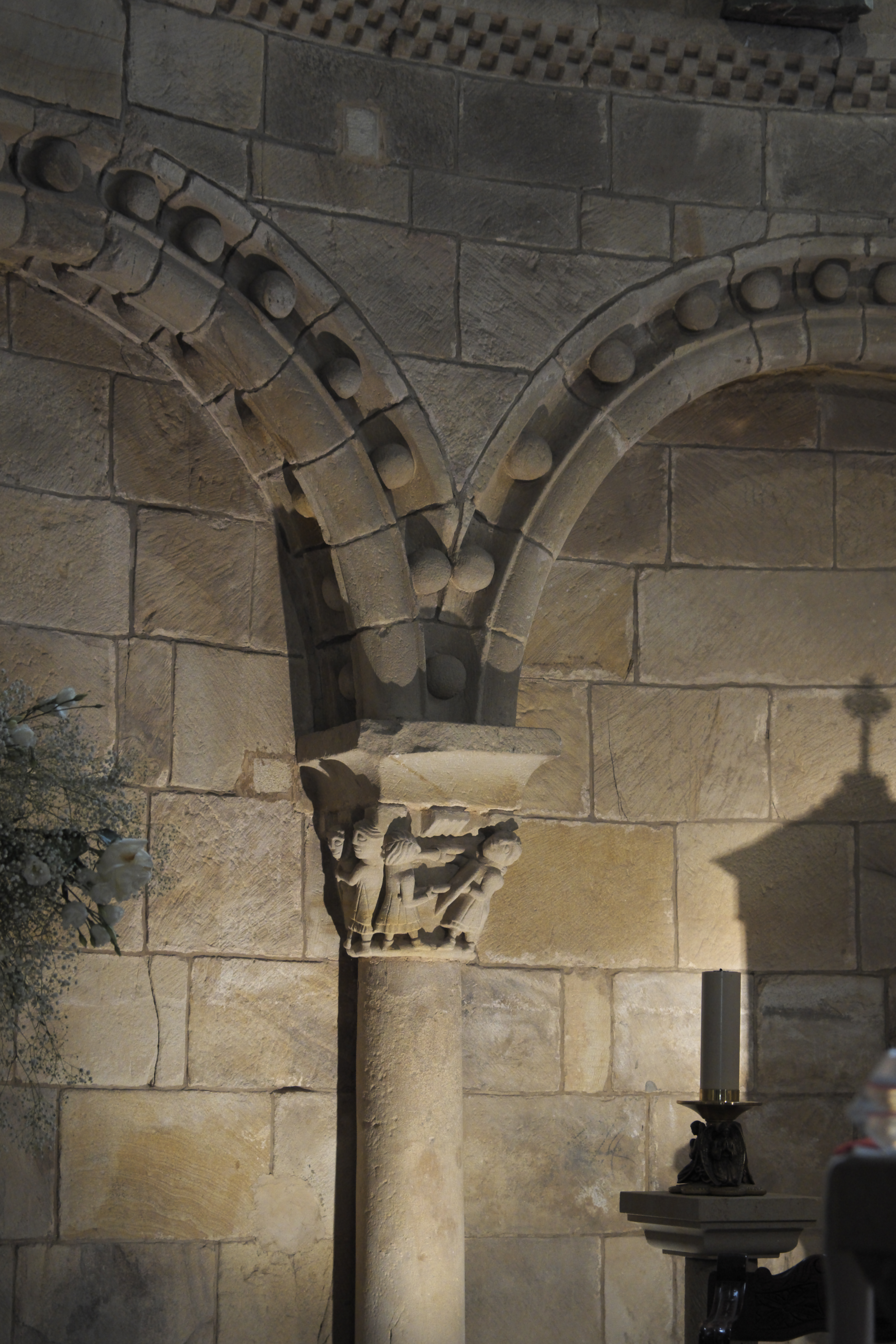
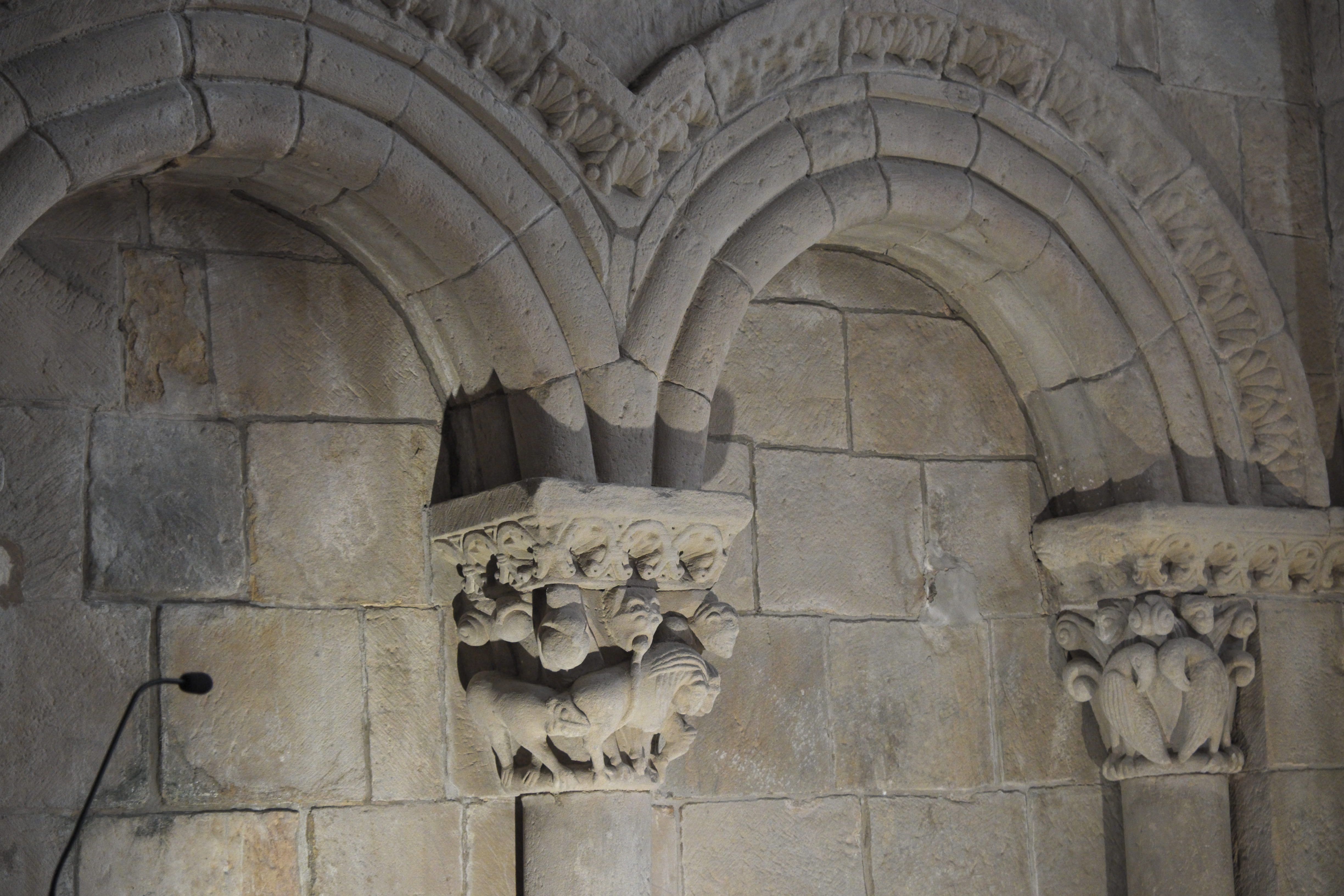
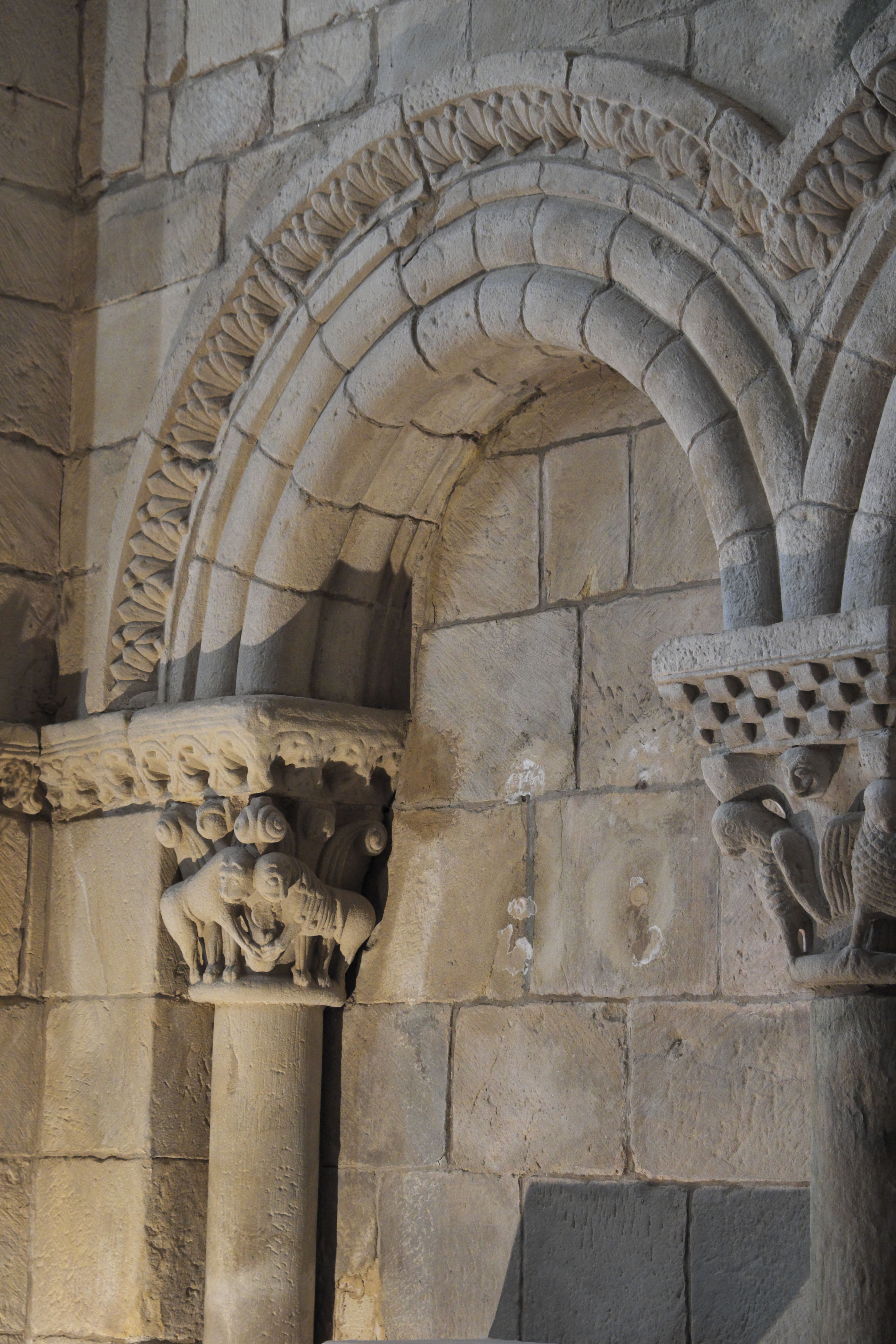

## Ausstattung

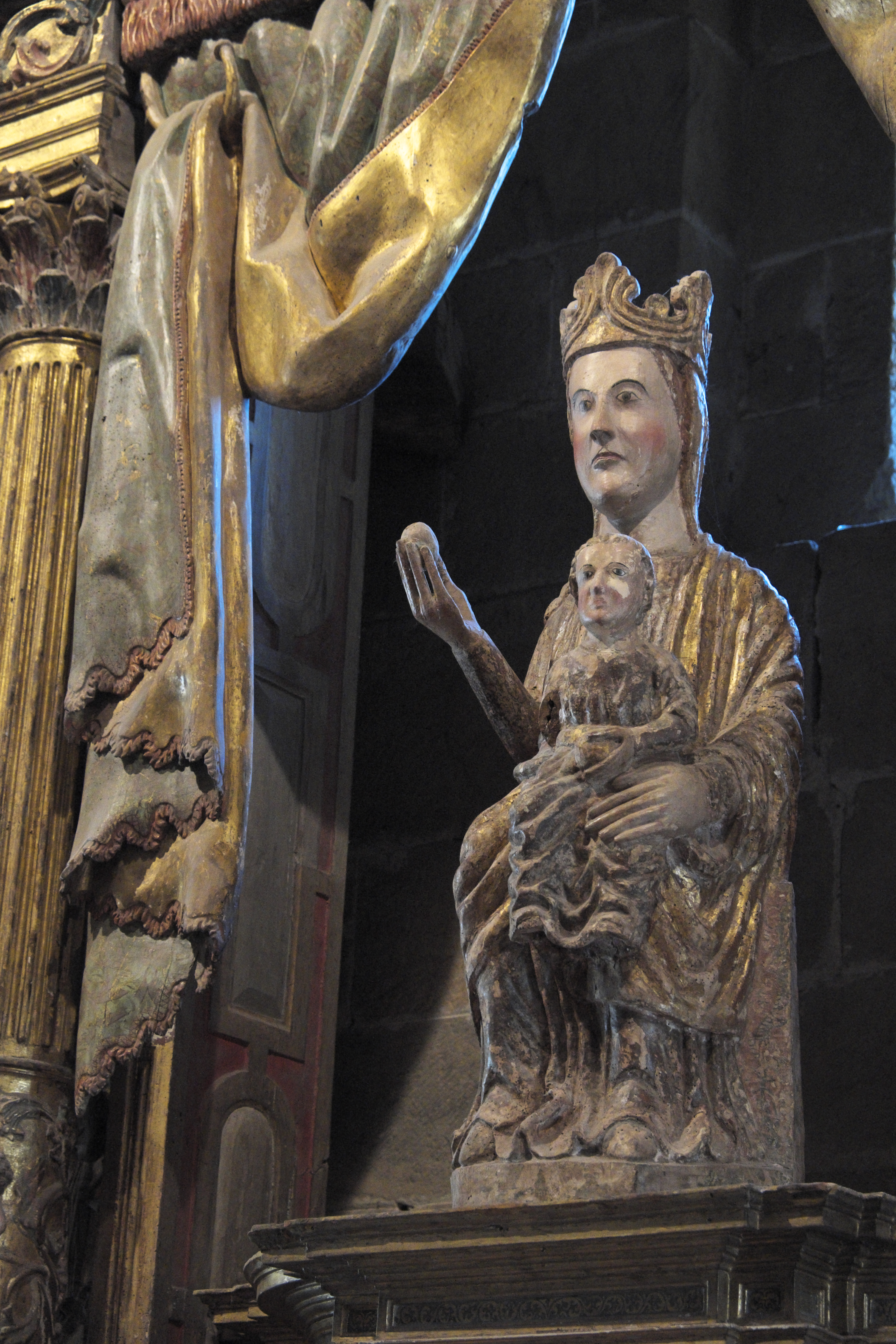
Romanische Madonna mit Kind

- In der Kapelle des nördlichen Querhauses wird eine romanische Skulptur einer Madonna mit Kind aufbewahrt. Sie wird als neue Eva mit einem Apfel in der rechten Hand dargestellt.
- Vor dem mittleren Apsisfenster ist eine gotische Kreuzigungsgruppe angebracht. Die Skulpturen sind aus Holz geschnitzt und farbig gefasst. Christus ist mit einer Krone dargestellt, unter dem Kreuz stehen Maria und Johannes.

## Grabmonumente
Im nördlichen Seitenschiff sind Gräber aus dem 13. und 14. Jahrhundert erhalten. Besonders aufwändig gestaltet ist das Grab des Abtes Munio González († 1331), dessen Sarkophag mit Wappen geschmückt ist und von Löwen getragen wird. Auf dem Sarkophag ruht die Liegefigur des Toten.